# Vítězný sloup (Berlín)
Vítězný sloup (německy Siegessäule) je vítězný sloup v Berlíně. Byl vztyčen v roce 1873 jako pomník tzv. „válek za sjednocení Německa“ (dánsko-německé války, prusko-rakouské války a prusko-francouzské války). Na jeho vrcholu je 8,3 metru vysoká socha Vítězství. Vítězný sloup původně stál před budovou Říšského sněmu na dnešním náměstí Republiky (Platz der Republik). V rámci přípravy výstavby „Světového hlavního města“ (Welthauptstadt Germania) byl přemístěn na své současné místo – na tzv. Velkou hvězdu (Großer Stern).